# 夢と学びの科学体験館
夢と学びの科学体験館（ゆめとまなびのかがくたいけんかん）は、愛知県刈谷市神田町にある科学館。

## 歴史
1976年（昭和51年）には刈谷市中央児童館が開館。プラネタリウムなどを有する児童館だった。施設の老朽化を機に改装し、2015年（平成27年）5月2日に科学館の夢と学びの科学体験館としてリニューアルオープンした。

## 施設
館内にはプラネタリウムのほか、サイエンスステージや3つのラボ、簡単工作コーナーなどを備えており、サイエンスショーが上演されるほか、実験や工作などの体験もできる。
また、プラネタリウムでは開館記念番組として「かきつばたが見上げた夜空 〜花と星で綴る我が街・刈谷〜」が制作、上映されている。
- プラネタリウム（五藤光学研究所、クロノスII・ハイブリッド[1]）
  - 客席 : 140席[1]
- ラボ1、2、3
- サイエンスステージ
- 図書コーナー
- 刈谷のものづくり（偉人の紹介コーナー）
- 科学交流ギャラリー
- 天文展示コーナー

## 交通アクセス
- JR東海道本線・名鉄三河線 刈谷駅より徒歩で約8分[3]。